# Fiat Talento
Pour les articles homonymes, voir Talento.
Le Fiat Talento, est une version courte du Fiat Ducato 1re série, réservée au marché italien, avec un empattement réduit. Dans les autres pays où le Fiat Ducato était exporté, sauf la France, marché fermé où seuls les Citroën C25 et Peugeot J5 ont été commercialisés jusqu'en 1994, cette version à empattement court était commercialisée sous le nom Ducato 10.

Le Fiat Talento I a été fabriqué de 1989 à 1994 sur les lignes du Fiat Ducato, jusqu'en juin 1994, dans l'ex usine Alfa Romeo V.I. de Pomigliano d'Arco, en Campanie qui a également fabriqué les Alfa Romeo AR.6 pour le marché italien et Talbot Express, réservé au marché britannique avec conduite à droite.

## Fiat Talento1regénération (1989-1994)
Le Fiat Talento I 1re génération (code usine ZFA 280), est une version courte du Fiat Ducato 1re génération, dont l'empattement était réduit, réservée au marché italien. Dans les pays où le Fiat Ducato I était exporté, cette version à empattement court était commercialisée sous le nom Ducato 10. Le Fiat Talento I a été fabriqué et commercialisé de novembre 1989 à juin 1994.
Le Fiat Talento I a comblé un vide qui existait dans le catalogue FIAT LCV, relatif aux fourgons compacts, laissé par l'arrêt de la production des modèles Fiat 900E et Fiat 238.
Contrairement à son grand frère, le Fiat Ducato, dont on a pu dénombrer plus de 1500 variantes, en Italie, le Talento n'était disponible qu'en une seule carrosserie avec un toit normal et une porte latérale non coulissante de taille standard.
Le Fiat Talento était proposé en plusieurs versions :
- fourgon tôlé,
- fourgon vitré ou semi vitré,
- châssis cabine pour camping-car ou destiné aux carrossiers,
- camionnette plateau ou benne,
- minibus et minibus scolaire, dont la réalisation est très réglementée en Italie.

Sa fabrication s'arrête en juin 1994 avec le lancement de la 3e génération du Ducato (code usine ZFA 244). Il a été remplacé par le Fiat Scudo sorti l'année suivante, fruit d'une collaboration avec le Groupe PSA et la création de la société commune Sevel Nord implantée à Valenciennes.

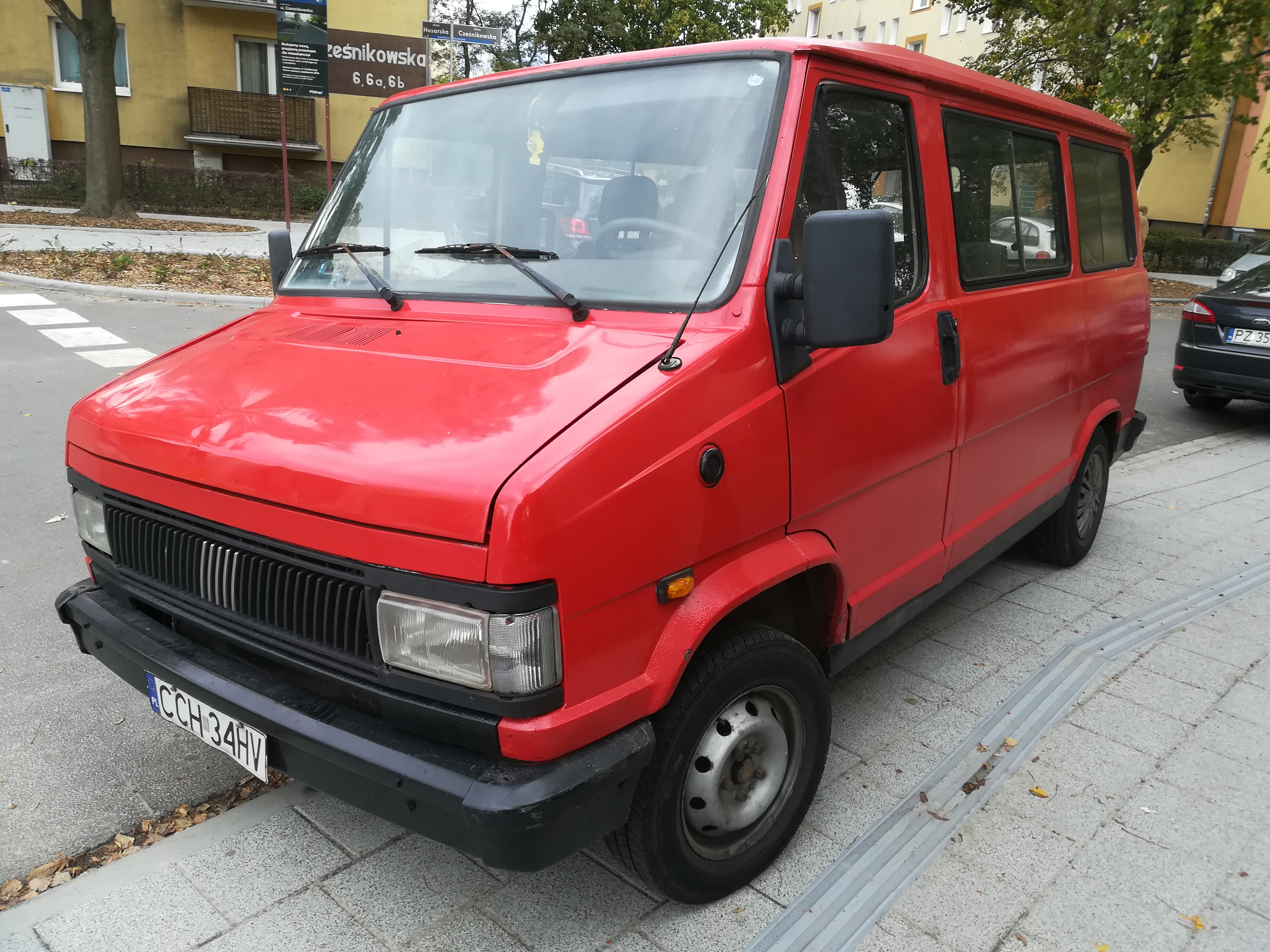
Fiat Talento I (2e série)
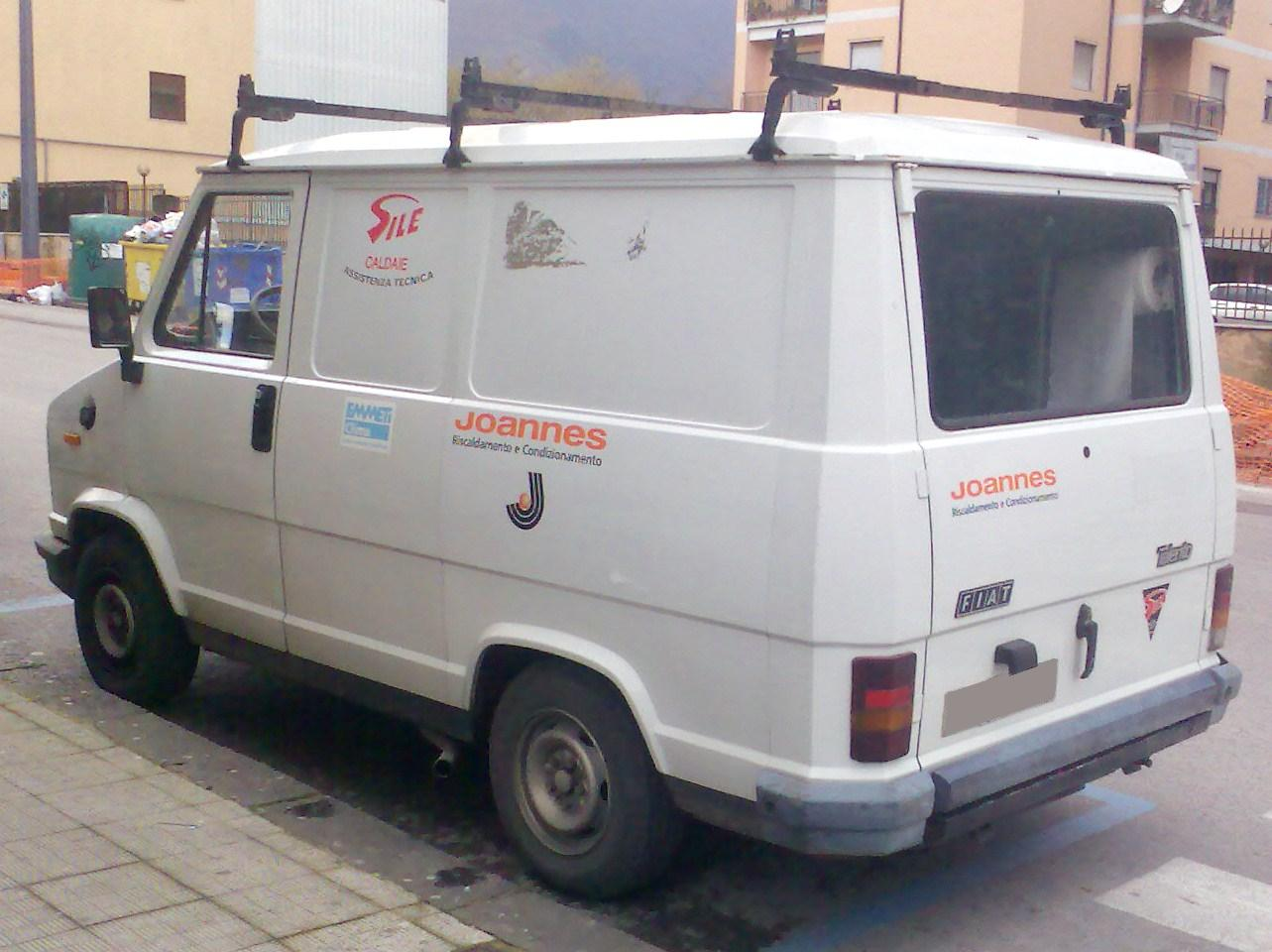
Fiat Talento I (vue arrière)
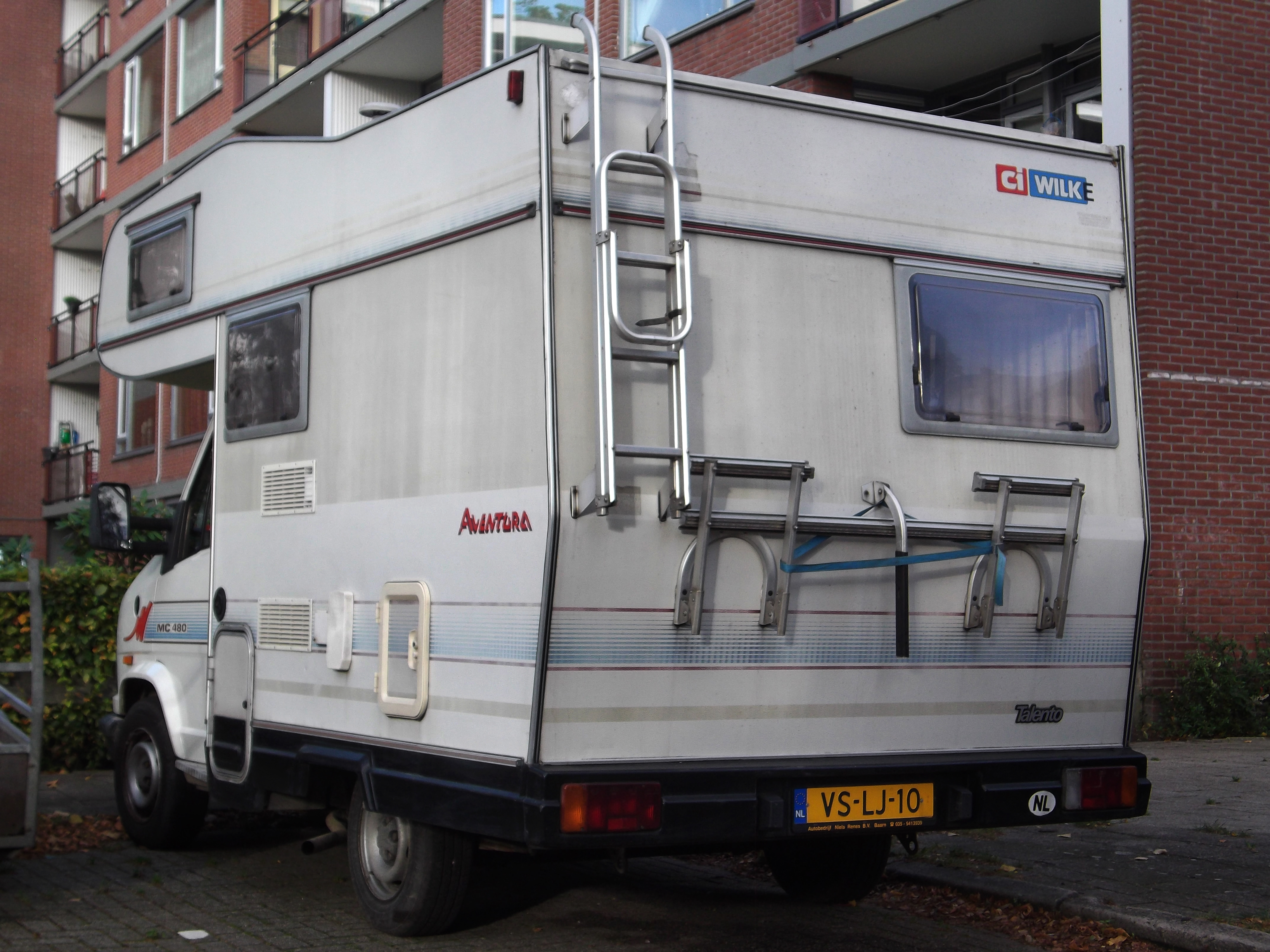
Fiat Talento Camping-car

## Fiat Talento II (2016-2020)
Le Fiat Talento II est un modèle utilitaire dérivé du Renault Trafic III, qui fait suite aux accords signés entre les deux constructeurs en 2014, et commercialisé de 2016 à 2020.
Comme Fiat LCV, devenu Fiat Professional, le fait depuis 1977 avec le Fiorino, tous ses modèles utilitaires reprennent des noms d'anciennes monnaies romaines ou italiennes. Fiat avait déjà utilisé le nom Talento pour une version courte du Ducato, produite de 1989 à 1994. Le Talento I a été remplacé en 1996 par le Fiat Scudo, modèle conçu et fabriqué en collaboration avec PSA dans l'usine Sevel Nord, construite à cet effet, qui a également produit les Citroën Jumpy et Peugeot Expert et leurs versions familiales Fiat Ulysse, Lancia Zeta/Phedra, Citroën Évasion/C8 et Peugeot 806/807.

### Contexte
Après de précédentes coopérations techniques entre Fiat et Renault, fourniture de moteurs diesel pour les Renault Safrane, Renault Master, camions Renault gamme B et Renault Mascott et d'éléments de carrosserie pour la cabine des Master et Mascott, etc., les 2 constructeurs signent, en 2014, un partenariat pour un véhicule utilitaire de milieu de gamme, destiné à remplacer le Fiat Scudo II dont la production a pris fin le 7 juillet 2013, après la cession par Fiat, en 2012, de sa participation dans la co-entreprise Sevel Nord constituée avec PSA en 1988.
L'accord entre les 2 constructeurs prévoyait la production dans l'usine Renault de Sandouville, d'une variante de l'utilitaire Renault Trafic de 3e génération. Le Renault Trafic 1re génération était le fruit d'un partenariat avec le groupe américain General Motors.
Renault avait déjà conclu d'autres accords similaires avec :
- Opel, en 1997, pour fabriquer, dans l'usine GM de Luton en Grande-Bretagne, l'Opel Arena de 1997 à 2000 puis, les Opel/Vauxhall Vivaro A & B 1re et 2e génération. L'accord sera dénoncé en avril 2018 et la fabrication du Vivaro B s'arrêta en 2019. PSA ayant repris Opel en 2017, le Vivaro C (3e génération) est une variante des Peugeot Traveller / Citroën Spacetourer, conçus en collaboration avec Toyota et fabriqué dans l'usine SEVEL Nord de Valenciennes,
- Nissan, en 1999, pour fabriquer dans l'usine Nissan de Barcelone, le Primastar puis le NV.300, dans le cadre de l'"alliance Renault Nissan" créée en 1999 puis l'alliance Renault-Nissan-Mitsubishi, créée en 2017 et dissoute en 2023. En 2020, le Nissan NV.300 est commercialisé en Australie rebadgé Mitsubishi Express (X82)[4], bien que recalé aux crash-tests australiens (ANCAP)[5]. Le modèle est finalement retiré du marché en 2022[6].

À partir de juin 2016, Fiat commercialise la nouvelle génération de Talento (venu en remplacement du Scudo), frère jumeau des Renault Trafic III et Opel/Vauxhall Vivaro B. C'est le premier véhicule issu du partenariat avec le constructeur au Losange, à la suite de la fin de la collaboration avec PSA Peugeot Citroën sur ce segment de véhicules utilitaires.

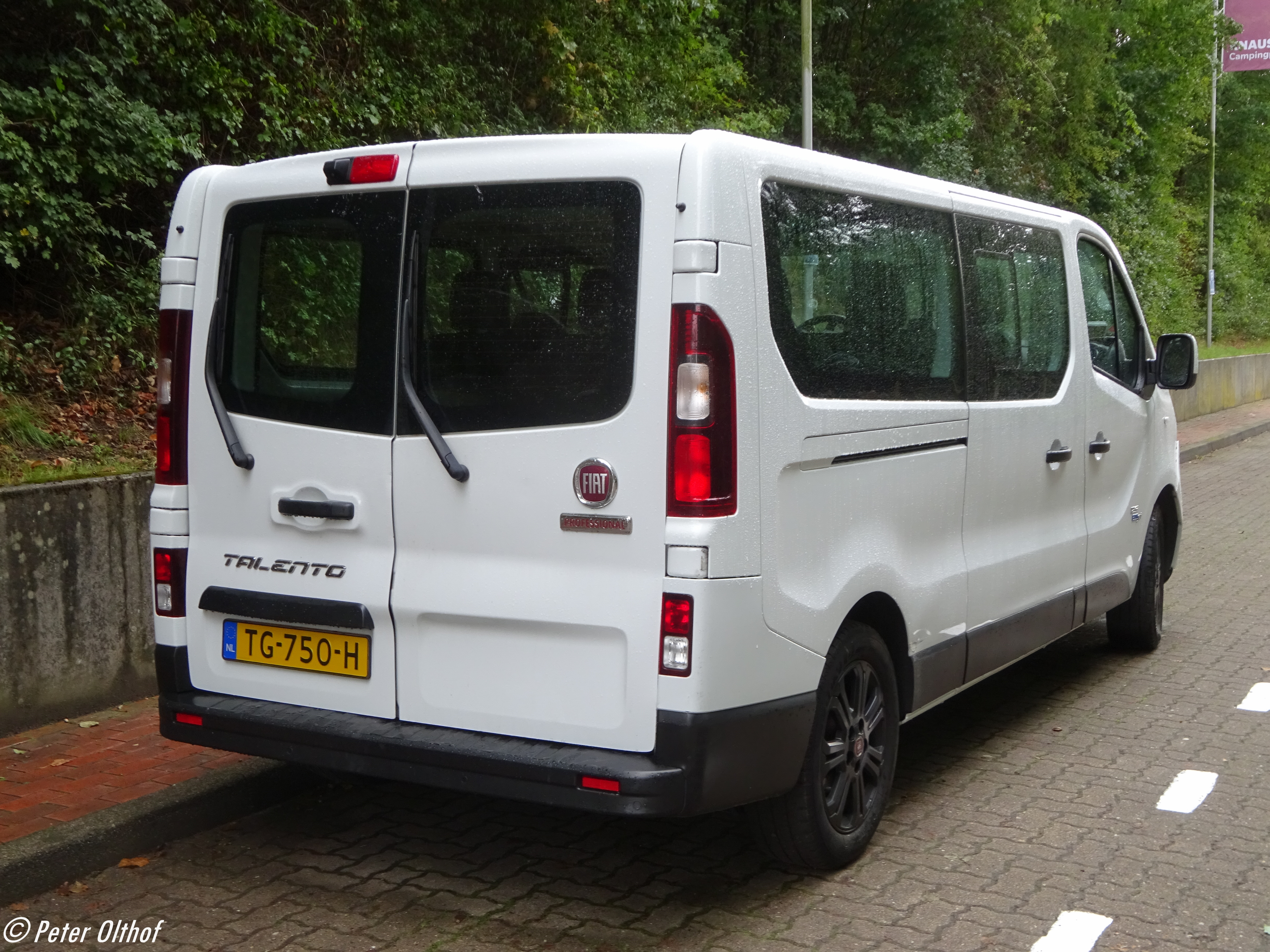
Fiat Talento 2e génération (2016) vue arrière.
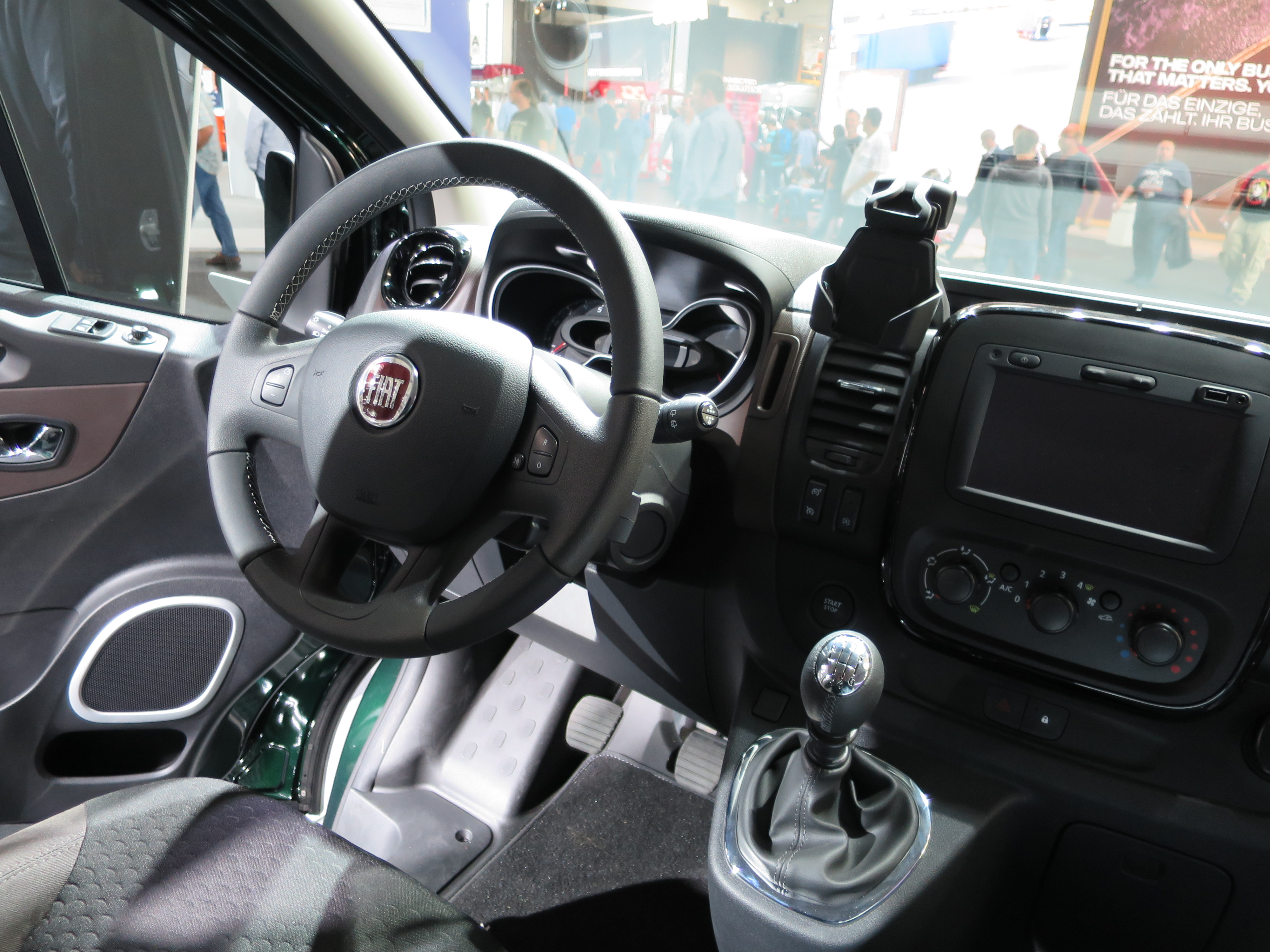
Poste de conduite.

### Caractéristiques techniques
Voir les caractéristiques détaillées : Fiat Talento II (2016-20)

### La fin du Fiat Talento II
Avec le projet de fusion de PSA dans Fiat et la création de Stellantis, Fiat Professional met fin à sa collaboration avec Renault qui arrêtera la fabrication du Talento en fin d'année 2020.
À partir de 2022, Fiat produit sur le site Stellantis d'Hordain, le Scudo de 3e génération ainsi que sa version minibus, l'Ulysse en version électrique et thermique.

## Production
Après avoir fabriqué le Trafic I en France, dans l'usine de Creil puis, le Trafic II en Espagne dans l'usine General Motors de Barcelone et au Royaume-Uni dans l'usine Vauxhall de Luton, sous la pression du gouvernement, en 2010 Renault s'est vu contraint de relocaliser la production du Trafic III en France, à Sandouville, usine qui avait produit pendant 50 ans uniquement les automobiles haut de gamme de la marque au losange. La production a débuté en 2014 et a atteint le millionième exemplaire le 23 mai 2023. En 2023, près de 600 exemplaires sortent chaque jour de l’usine de Sandouville.
| Année | Renault    | Nissan  | Opel/Vauxhall | Fiat       |
| Année | Trafic III | NV300   | Vivaro B      | Talento II |
| 2014  | 31 508     | 31 508  | 31 508        |            |
| 2015  | 93 396     | 93 396  | 93 396        |            |
| 2016  | 111 341    | 111 341 | 111 341       | 6 000      |
| 2017  | 106 718    | 106 718 | 5000          | 20 000     |
| 2018  | 81 288     | 81 288  | 8000          | 35 000     |
| 2019  | 84 823     | 84 823  |               | 40 000     |
| 2020  | 77 179     | 77 179  |               | 25 000     |
| 2021  | 105 407    | 105 407 |               |            |
| 2022  |            |         |               |            |
| 2023  | 112 748    | 112 748 |               |            |
| 2024  |            |         |               |            |
| 2025  |            |         |               |            |
| Total |            |         |               | 126 000    |

(Chiffres CCFA. Véhicules fabriqués en France dans l'usine de Sandouville)
À partir de juin 2016, Fiat commercialise le remplaçant du Scudo II, le Talento II, frère jumeau des Renault Trafic III et Opel/Vauxhall Vivaro B. C'est le premier véhicule issu du partenariat avec le constructeur au Losange, à la suite de la fin de la collaboration avec PSA sur ce segment de véhicules utilitaires.
Le contrat d'origine signé avec Renault devait prendre fin en 2019 mais le partenariat avait été prolongé à cause du projet de fusion proposé par le constructeur italien à Renault le 27 mai 2019, projet avorté suite aux réticences du gouvernement français aboutissant au retrait du projet par Fiat le 6 juin 2019. Le Talento II représente environ 20% de la production du site normand. Le Talento est aussi produit sur le site anglais de Luton, où il représente entre 10 à 15% de la production du site GM Vauxhall. Contrairement à ses clones Renault Trafic III et Renault Trucks Trafic III Red, Opel et Vauxhall Vivaro B, Nissan NV300 puis Nissan Primastar II, le Talento n'est pas transformé (stickers, découpes de carrosserie, habillage fourgon, aménagements fourgon, conversion TPMR) par Renault Pro+ sur son site normand de Qstomize, à Heudebouville, en France, mais en Italie, directement par Fiat Professional. Les sites de transformation de Fiat Professional transforment maintenant des modèles de toutes les marques du groupe Stellantis et des VUL européens du clone japonais Toyota.
Avec le projet de fusion du PSA dans Fiat et la création de Stellantis, Fiat Professional met fin à sa collaboration avec Renault. La fabrication du Talento II s'arrête en novembre 2020.
À partir de 2022, Fiat produira sur le site Stellantis d'Hordain le Scudo de 3e génération ainsi que sa version minibus, l'Ulysse en version électrique et thermique.